# Efectos del Huracán Isabel en Carolina del Norte
Los Efectos del Huracán Isabel en Carolina del Norte fueron los peores provocados por un huracán desde que el Huracán Floyd tocó tierra en 1999. 
El Huracán Isabel se formó de una Onda tropical el 6 de septiembre de 2003 en el Océano Atlántico. Se movió hacia el Noroeste, y con un entorno de viento ligero y aguas cálidas se fortaleció alcanzando vientos de 165 mph (265 km/h) el 11 de septiembre. Después de fluctuar en intensidad por cuatro días, Isabel gradualmente se debilitó y tocó tierra en los Outer Banks de Carolina del Norte con vientos de 105 mph (165 km/h) el 18 de septiembre. Se debilitó rápidamente y se volvió un Ciclón extratropical en el oeste de Pennsylvania al día siguiente. 
Isabel produjo daños de moderados a severos en el este de Carolina del Norte, costando $450 millones (valor del dólar estadounidense en 2003, ($532 millones en 2010). El peor daño fue en el Condado de Dare, donde las mareas altas y los fuertes vientos dañaron cientos de casas. Los fuertes vientos derribaron cientos de árboles a través del estado, dejando aproximadamente 700,000 habitantes sin energía eléctrica. Sin embargo, en la mayoría de áreas se restauró el servicio eléctrico en los días siguientes. El huracán mató directamente a una persona y mató indirectamente a otras dos personas en el estado. 

## Preparaciones

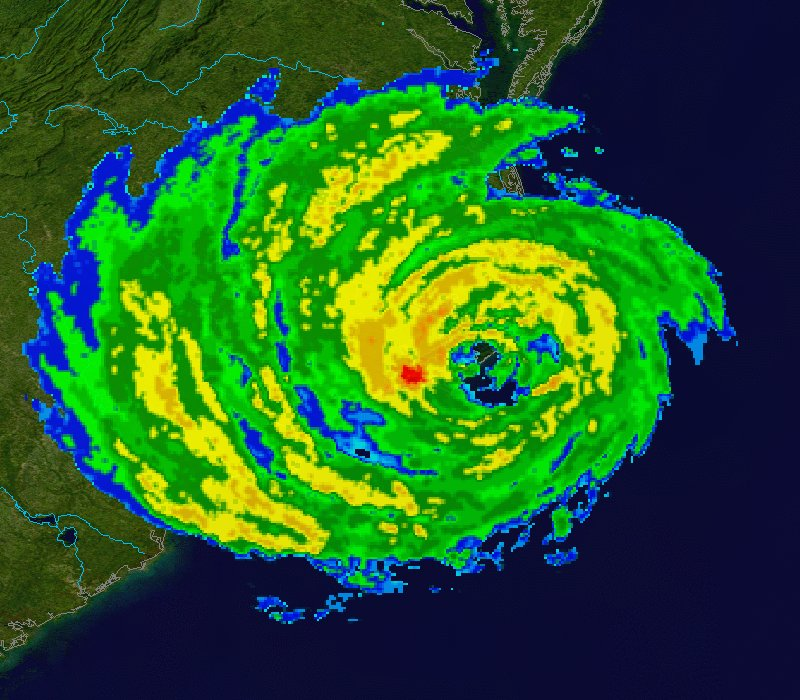
Imagen en Radar de Isabel tocando tierra

Cuatro días antes de que Isabel tocara tierra, la mayoría de modelos computacionales predijeron que Isabel tocaría tierra en la frontera entre Carolina del Norte y Nueva Jersey, y el Centro Nacional de Huracanes consistentemente predecía que tocaría tierra en Carolina del Norte. Inicialmente los meteorólogos predijeron que tocaría tierra en el nordeste del estado, al final, el Centro Nacional de Huracanes emitió una alerta de huracán para toda la costa de Carolina del Norte aproximadamente 50 horas antes de que el huracán tocó tierra. 38 horas antes de que Isabel tocara tierra, el Centro Nacional de Huracanes subió de intensidad la alerta de huracán para el área donde Isabel tocaría tierra. El Servicio Meteorológico Nacional (Estados Unidos) de Newport, Carolina del Norte emitió un comunicado de inundación potencial dos días antes de tocar tierra, lo que indicó una amenaza por inundaciones repentinas. La oficina comenzó a prepararse para el huracán una semana antes de que tocara tierra, y trajo otros miembros del personal para ayudar con los trabajos relacionados con el huracán.
Las órdenes de evacuación iniciaron el 16 de septiembre, cuando los funcionarios emitieron una evacuación voluntaria para porciones de cuatro condados y un condado entero. Por alrededor de 24 horas antes de que Isabel tocara tierra, las evacuaciones obligatorias fueron ordenadas para ocho condados, todos los cuales, excepto uno, fueron para los condados enteros. Todos los condados desde Cape Fear (promontorio) Hacia arriba estaban bajo evacuación obligatoria. Las dos razones principales para las decisiones de evacuación de los residentes fueron la fuerza y el paso del huracán. Los medios de comunicación y las declaraciones de los funcionarios fueron otras dos razones. El 70% de las personas a lo largo de los Outer Banks habían escuchado los avisos de evacuación oficial, aunque sólo el 30% de los residentes cerca del Pamlico Sound habían escuchado los avisos. En general, los evacuados de los Outer Banks fueron a otra parte de Carolina del Norte o a Virginia. Para los evacuados de él  Pamlico Sound, sólo el 9% se fue a un albergue público, mientras que el 75% se fue a la casa de un amigo o conocido. La mayoría cerca del Pamlico Sound en su propio vecindario o condado. De los 19 condados de Carolina del Norte con orden de evacuación, la duración del proceso de evacuación varió entre 3 horas a 12 horas en el Condado de Dare. Cinco condados reportaron grandes cantidades de tráfico, mientras que los problemas de tráfico incluían carros detenidos a lo largo de las carreteras, y carreteras inundadas o dañadas.
Por la mañana de la llegada del huracán, 65 refugios estaban preparados con una capacidad de 95,000 personas. La Cruz Roja Americana preparó 100 vehículos de alimentación y desplegó dos cocinas móviles, cada una con la capacidad para proporcionar 10,000 comidas por día. Además, cinco cocinas de la Convención Bautista del Sur estaban en espera, en total, siendo capaz de proporcionar 20,000 comidas por día.

## Impacto

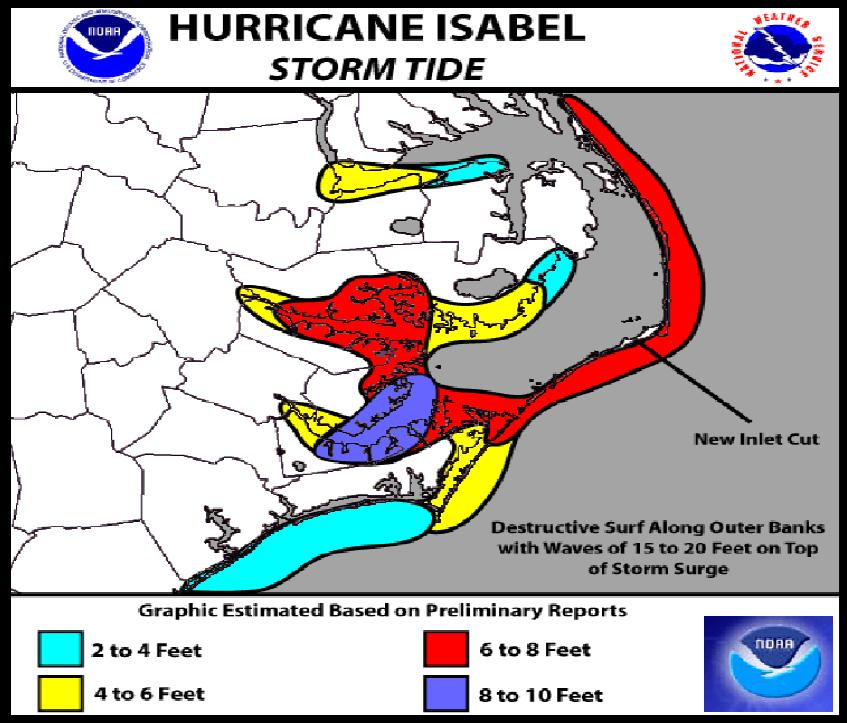
Mareas provocadas por el huracán

El huracán Isabel produjo fuertes ráfagas de viento en todo el este de Carolina del Norte. Los vientos derribaron cientos de árboles, dejando aproximadamente 700,000 habitantes sin energía eléctrica en el estado. Los daños provocados por el huracán costaron $450 millones (valor del dólar estadounidense en 2003, ($532 millones en 2010). Tres personas murieron en el estado, dos debido a los árboles derribados, y un trabajador de servicio público intentando restaurar la electricidad.

### Los Outer Banks

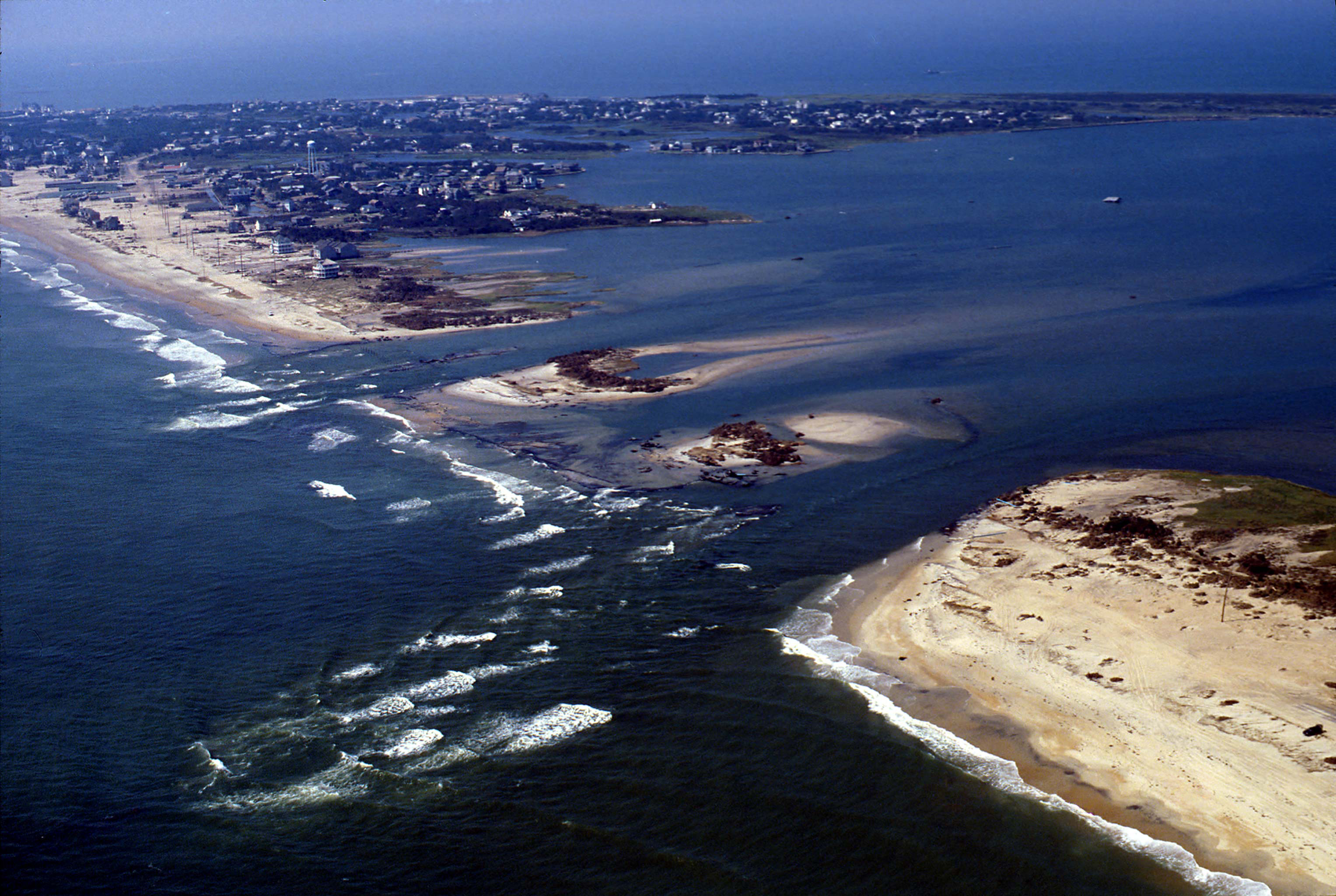
Daño a las Barrier Islands después del Huracán Isabel (USGS)

El huracán Isabel comenzó a afectar Carolina del Norte cerca de 15 horas antes de que tocara tierra. Al tocar tierra a lo largo de los Outer Banks, el huracán produjo fuertes olas de 15 a 25 pies (4,5 a 6 m) de altura. Las aguas alcanzaron una altura de 7,15 pies (2,18 m) en Hatteras. Las mareas a lo largo de la costa alcanzaron un máximo de 7,7 pies (2,3 m) en el Cabo Hatteras, aunque el total podría ser mayor debido a que el mareógrafo fue destruido por el huracán. Las olas crearon un nuevo estrecho entre Hatteras y Frisco,Carolina del Norte. Extraoficialmente llamado el Estrecho de Isabel, la ruptura fue de 2,000 pies (600 m) de ancho y 15 pies (5 m) de profundidad, y consistió en tres canales distintos. La formación del estrecho destruyó una parte de la Carretera 12 de Carolina del Norte, y también destruyó tres casas, líneas eléctricas, y tuberías. El nuevo estrecho  destruyó los medios de comunicación al valle de Hatteras, dejando a sus habitantes aislados allí. Las olas de Isabel también formaron una brecha entre Hatteras y el Estrecho de Hatteras. La brecha ocurrió en un área sin carreteras ni casas, y tuvo poco impacto en los residentes de Hatteras. Las mareas causaron una erosión severa en las playas a lo largo de los Outer Banks, y en la ciudad de Ocracoke, Carolina del Norte, el agua de las inundaciones llegaba hasta la cintura. El huracán produjo un estimado de 4 pulgadas (100 mm) de lluvia en la mayor parte de los Outer Banks. Las ráfagas de viento provocadas por el huracán alcanzaron un máximo de 105 mph (175 km/h) en Ocracoke, y otros lugares reportaron ráfagas de viento muy fuertes.
El daño del viento y el agua en los Outer Banks fue extenso. El fuerte oleaje provocado por el Huracán Isabel botó cerca de 30 a 40 casas y también derribó varios moteles. Dos familias que no evacuaron fueron casi barridos al mar cuando sus casas fueron destruidas. El rescate local no pudo llegar a ellos, sin embargo, fueron finalmente capaces de alcanzar la seguridad. Las fuertes olas dañaron severamente muelles en las ciudades de Nags Head, Rodanthe y Frisco, y tres de ellos fueron completamente destruidos. El fuerte oleaje también destruyó una rampa de acceso a la playa. Miles de casas y negocios fueron dañados por el paso del huracán, y los daños en el Condado de Dare costaron aproximadamente 350 millones de dólares (valor del dólar en el 2003, 414 millones de dólares en el 2010). En los Outer Banks, no hubo muertes reportadas.

### Sureste de Carolina del Norte

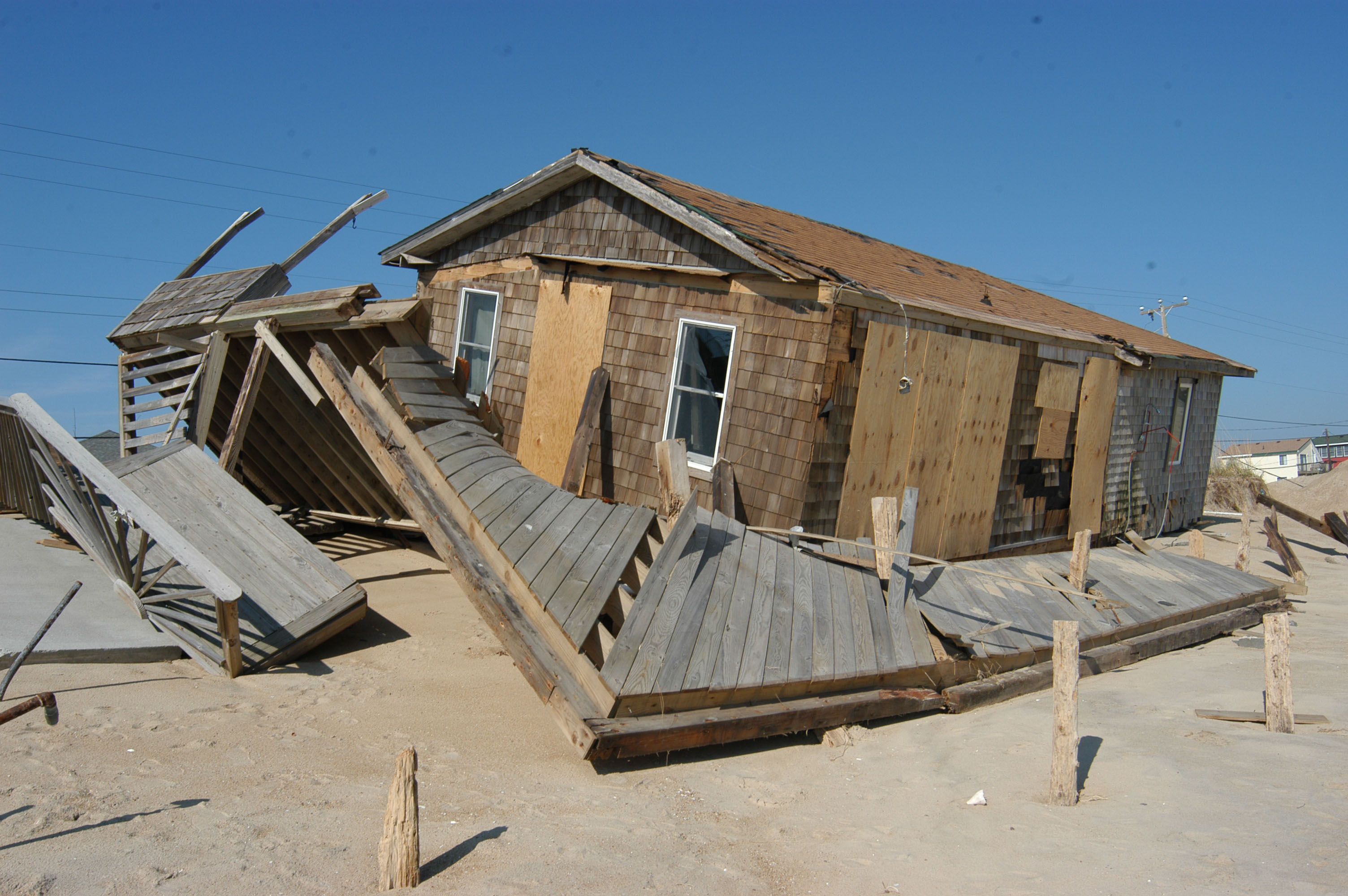
Casa destruida en los Outer Banks

Los efectos del Huracán Isabel fueron ligeros en el sureste del estado. Los vientos alcanzaron 72 mph (116 km/h) en los Frying Pan Shoals, donde se reportó una ráfaga de 82 mph (132 km/h). Los vientos sostenidos fueron más ligeros en la costa, alcanzando un máximo de 45 mph (72 km/h) en el Aeropuerto Internacional de Wilmington. Las ráfagas del huracán se reportaron hasta en Lumberton, Carolina del Norte, donde los vientos alcanzaron 54 km/h. La gran circulación de Isabel produjo lluvias moderadas en el área, alcanzando un máximo de 4.51 pulgadas (115 mm) en Whiteville. Además, los radares meteorológicos estimaron cerca de 5 pulgadas (125 mm) de precipitación en partes del Condado de New Hanover. Las lluvias hicieron charcos en las carreteras, aunque no se reportaron graves inundaciones. Las mareas eran alrededor de 1 pie (0.3 m) por encima de lo normal, aunque la ciudad de Wilmington reportó una marea de 3.22 pies (1 m). Fuertes olas dieron lugar a una moderada erosión en una playa cerca de Cape Fear y erosiones menores en las playas al norte de Cape Fear.
Los daños fueron menores en el sureste de Carolina del Norte. Los vientos derribaron varios árboles, algunos sobre carros y casas. Se reportaron también breves cortes de energía eléctrica. La erosión en las playas también dañó un puente en Bald Head Island. En el Condado de Chowan un negocio se encontraba bajo varios pies de agua debido a las inundaciones repentinas. Una persona murió indirectamente en el Condado de Carteret intentando restaurar la electricidad.

### En tierra

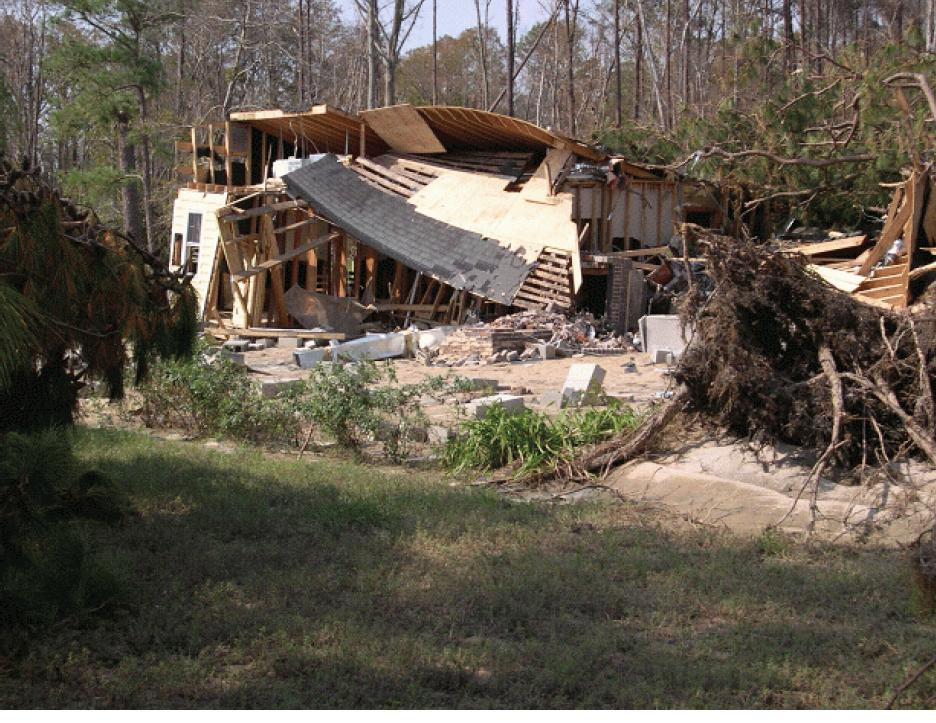
Daño en Edenton,Carolina del Norte

Isabel produjo fuertes vientos en zonas del este de Carolina del Norte. La ciudad de Plymouth, localizada a 120 km de donde Isabel tocó tierra, reportó ráfagas de 95 mph (155 km/h). El paso del huracán dio lugar a lluvias moderadas de hasta 6.02 pulgadas (153 mm) en la ciudad de Havelock. Al tocar tierra, Isabel produjo olas de moderadas a severas en el río Pamlico y en el Río Neuse, y el Condado de Craven reportó una marea de 10.5 pies (3.2 m) por encima de lo normal.
Las fuertes olas produjeron inundaciones en las ciudades de Harlowe y Oriental. Otros lugares también reportaron inundaciones de calles. El aumento del agua inundó muchas casas en el Condado de Craven y las porciones del este del Condado de Carteret y el Condado de Pamlico. El personal de emergencia realizó muchos rescates de personas que no habían evacuado y habían quedado atrapadas por las inundaciones. Una ola de 5 a 8 pies (1.5 a 2.4 m) golpeó la parte occidental del Albemarle Sound, con grandes inundaciones en el oeste de la ciudad de Edenton. Allí, las olas destruyeron cuatro casas, dos de las cuales fueron movidas hasta 20 pies (6.1 m) de sus cimientos. Casi el 60% de todos los hogares y negocios en el Condado de Chowan sufrieron daños estructurales debido al viento. Una mujer murió cuando un árbol cayó sobre su vehículo en el Condado de Chowan.

## Días siguientes

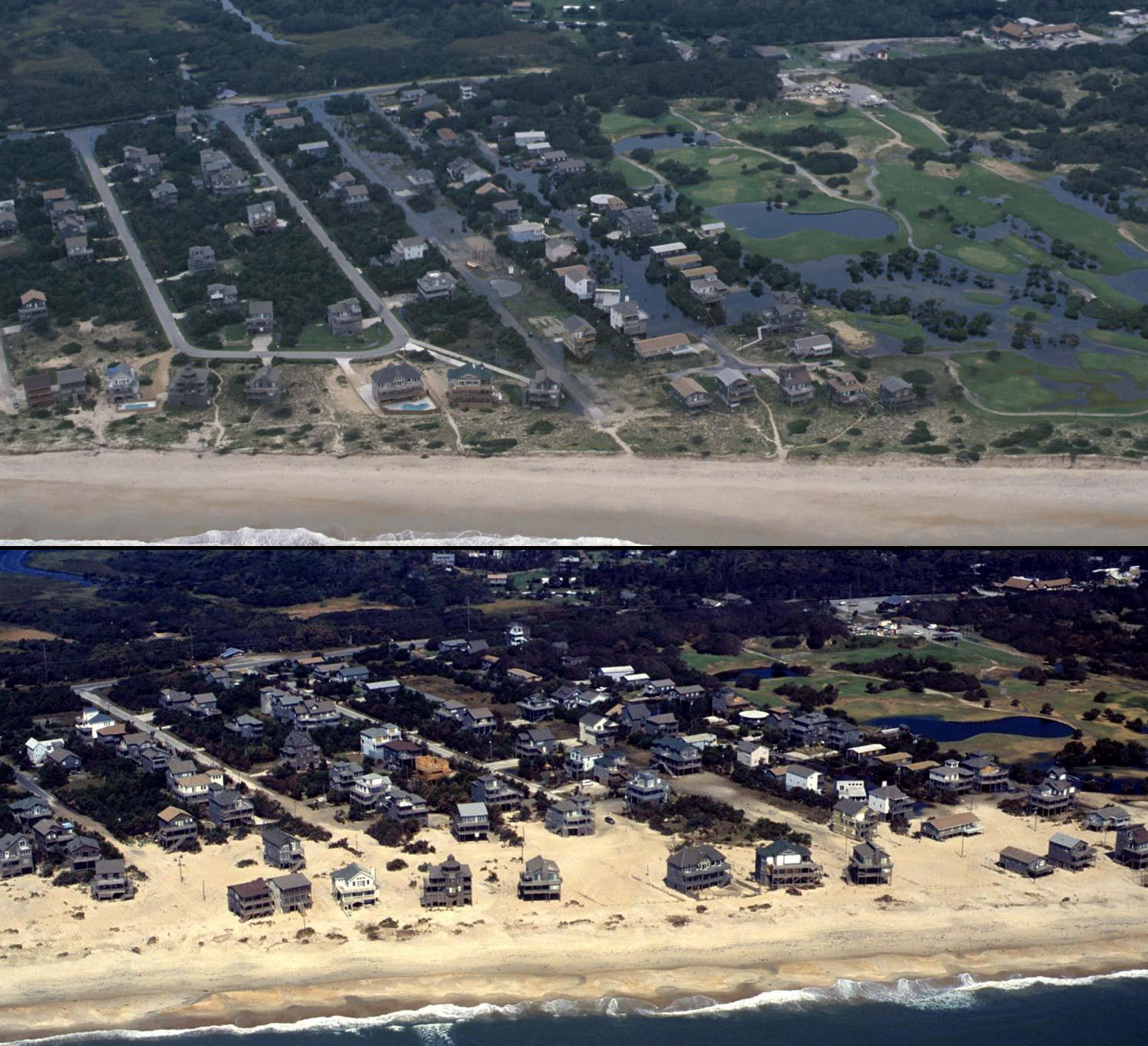
La isla de Hatteras antes y después de Isabel

Cientos de residentes se quedaron varados en Hatteras tras la formación del nuevo estrecho creado por las aguas. Varias partes de la carretera 12 de Carolina del Norte fueron parcialmente dañadas, lo cual retrasó los esfuerzos de recuperación en los Outer Banks. Algunas partes de la autopista se cerraron a un carril. El ferry entre la isla de Hatteras y la isla de Ocracoke fue cerrado temporalmente debido a los daños provocados por el huracán, aunque un ferry para pocos pasajeros había permanecido a disposición para los residentes del Valle de Hatteras. Las personas que no eran residentes no se les permitió estar en los Outer Banks durante dos semanas debido a las carreteras dañadas. Cuando se les permitió volver, muchos fueron a ver el nuevo estrecho, a pesar de que estaban a 1 milla (1.6 km) de la carretera más cercana.
Inicialmente, las soluciones para el nuevo estrecho como la construcción de un puente o un ferry fueron consideradas, a pesar de que estas soluciones fueron canceladas y propusieron llenar el nuevo estrecho con arena. Los geólogos se opusieron a la solución, e indicaron que los Outer Banks son dependientes a los estrechos provocados por los huracanes. Las operaciones de dragado iniciaron el 17 de octubre, un mes después del paso del huracán. El Servicio Geológico de los Estados Unidos utilizó arena del canal del ferry al suroeste de la Isla de Hatteras, una decisión hecha para minimizar el impacto a la vegetación acuática. El 22 de noviembre, alrededor de dos meses después del impacto del huracán, la carretera 12 de Carolina del Norte y la Isla de Hatteras se volvieron a abrir al acceso público. Ese mismo día, el ferry entre Hatteras y Ocracoke fue rellenado con arena, también.
Varios electricistas de todo el país llegaron al estado para ayudar a restaurar el servicio eléctrico, a pesar de que los apagones persistieron por varios días. Una compañía eléctrica restauró el servicio a un 68% de sus clientes un día después de que Isabel pasó por el área. Cuatro días después de que Isabel tocó  tierra, 83,000 personas estaban sin energía eléctrica.

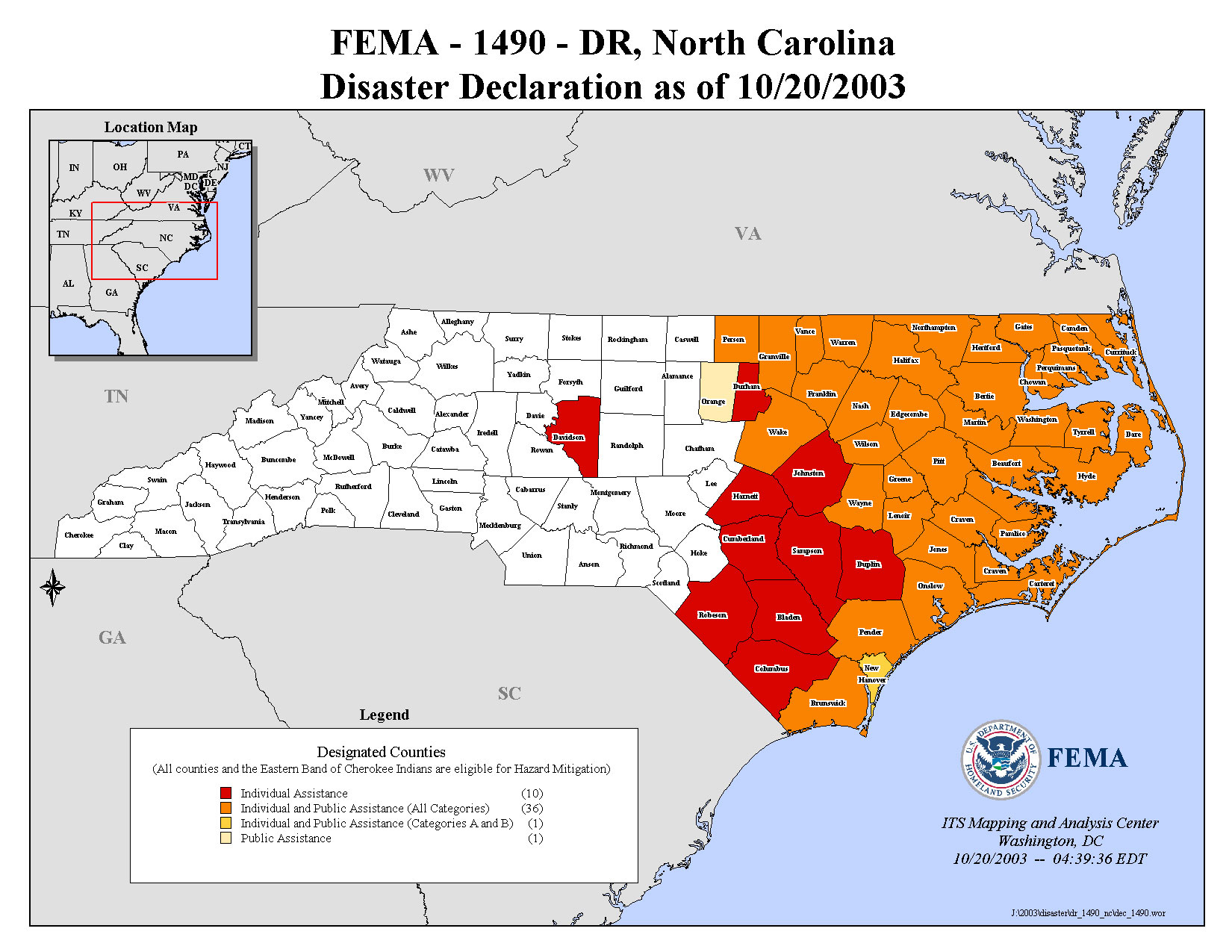
Los condados declarados como áreas de desastre

Horas después de que Isabel tocó tierra, el ex Presidente de los Estados Unidos George W. Bush emitió una declaración de desastre para 26 condados de Carolina del Norte, lo que permitió el uso de personal federal, equipos para salvar vidas y la entrega de láminas de plástico, tiendas de campaña, alimentos, agua, asistencia médica y otros suministros esenciales para el sostenimiento de la vida humana. La declaración también asignó fondos federales para la recuperación de los residentes afectados por el huracán, así como el suministro de fondos para los gobiernos estatales y locales para pagar el 75% de los costos subvencionables para los servicios de remoción de escombros y los servicios de emergencia relacionados con el huracán. Cuatro días después de la declaración de emergencia, fueron enviados por correo cheques, los cuales fueron utilizados por los residentes para pagar por lo que no estaba cubierto por su seguro.
Cuatro días después de que Isabel tocó tierra, la Agencia Federal para el Manejo de Emergencias sirvió alrededor de 68,000 comidas para las familias afectadas. Más de una docena de centros de recuperación de desastres fueron inaugurados en todo el estado. La Agencia Federal para el Manejo de emergencias proporcionó 125,000 libras de hielo en los primeros días, y preparó 200,000 libras de hielo y 180,000 litros de agua para la semana siguiente para el resto de comunidades sin agua. Seis días después de que Isabel azotó el estado, todos los hospitales y todas las carreteras menos la Carretera 12 de Carolina del Norte fueron reabiertos al público. La razón por la cual la Carretera 12 de Carolina del Norte no había sido reabierta fue debido a los trabajadores limpiando la carretera de los escombros. Alrededor de un mes después del paso del huracán, 32,650 residentes de Carolina del Norte solicitaron ayuda federal. Declaraciones posteriores declararon 47 condados de Carolina del Norte como zonas de desastre. 12 semanas después de que el huracán pasó por el estado, 54,425 residentes de Carolina del Norte solicitaron ayuda federal, costando en total 152 millones de dólares (valor del dólar estadounidense en 2003, (184 millones de dólares en 2010).